# Katia Pont Batle
Katia Pont Batle (Palma, 16 de maig de 1946 - Palma, gener 2014). Fou una pionera de l'atletisme balear.
Entre 1963 i 1967 fou una de les millors atletes de les Illes Balears. Va començar la seva carrera a les pistes del Club Militar es Fortí de Palma. El seu entrenador va ser Josep Serra Castell i formava part del club d'atletisme del Gimnasio Olímpic.
Destaca per haver aconseguit en dues ocasions la medalla de bronze en els campionats d'Espanya (ambdós disputats a Madrid): el 1965 a la competició a l'aire lliure i el 1966 en la competició en pista coberta. A més, fou campiona de Balears en diverses especialitats com 100, 200 i 400 metres llisos, salt de longitud, salt d'altura, llançament de pes o llançament de disc. De totes elles aconseguí també el rècord de Balears.
Era filla del futbolista de l'Atlètic Balears i del Reial Madrid, Guillem Pont Serra.